# Cour-sur-Heure
Pour les articles homonymes, voir Cour.
Cour-sur-Heure (en wallon Cour) est une section de la commune belge de Ham-sur-Heure-Nalinnes située en Région wallonne dans la province de Hainaut.
C'était une commune à part entière avant la fusion des communes de 1977.

## Toponymie
Le nom de Cour-sur-Heure trouve son origine dans le gallo-roman CORTE, terme issu ultimement du latin cohors, cohortis, et signifiant « cour de ferme », « enclos » par extension « ferme, domaine rural » et qui a donné en ancien français cort, curt > court, orthographié cour à l'époque moderne, d'après le latin curia, par rapprochement étymologique erroné.
On retrouve d’ailleurs cette racine dans le mot wallon corti « jardin », mais qui représente le dérivé cortilis, curtilis > ancien français courtil « jardin ». L'ancien français cort, curt est à l'origine du dérivé courtois (courtisan étant un emprunt à l'italien).
Le déterminant complémentaire sur-Heure se réfère au nom du cours d’eau, l'Eau d'Heure, anciennement l'Heure, qui traverse le village.

## Géographie

### Morphologie urbaine

#### Hameaux et lieux-dits
- Martinsart.
- Fours à Chaux.
- Hurlugeai.
- Le Lotot.
- Les Hayettes.
- Gomerée.
- Le Tordoir.
- Les Minières.

### Hydrographie
Cour-sur-Heure possède des cours d'eau :
- Eau d'Heure,
- ruisseau du Moulin,
- ruisseau de Péruwelz.

### Bois
- Bois Jacques.

## Évolution démographique
- Sources : INS, Rem. : 1831 jusqu'en 1970 = recensements, 1976 = nombre d'habitants au 31 décembre.

## Gentilé
Les habitants de Cour-sur-Heure sont les Courois. Leur appellation populaire est Bidaudu(e), ou Bidaudus, allusion à Bidaudus, petit buste de pierre grossièrement taillée, mascotte de la commune, caricature du bidardus (bidaldus, bidaudus), désignant un fantassin armé de deux dards, remplacés ici par un verre de bière dans une main et une couque plate dans l'autre. D'après les Anciens, les jeunes adultes du village voisin, Berzée, avaient pour tradition de le chaparder, et ceux de Cour-sur-Heure allaient en bande le récupérer[réf. nécessaire]. En juin 1985, le petit buste a été maçonné sur le mur de l'ancienne mairie, avec protection par barres de métal, ce qui n'a pas empêché un enlèvement de la tête en février 2004, remise en place en mars 2004.

## Histoire

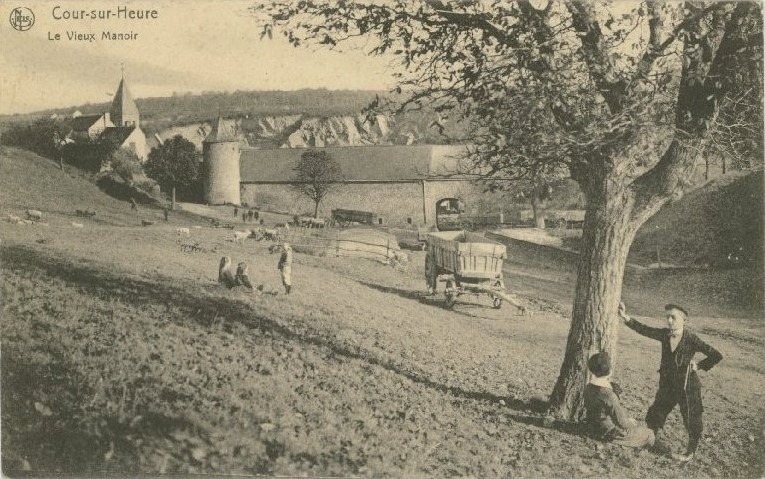
Le village au milieu du XXe siècle.

Le site de Cour-sur-Heure était déjà occupé à l'époque romaine, un cimetière y ayant été signalé à la Terre du Buisson.
Il est fait mention pour la première fois du domaine agricole de Curt dans la seconde version du pouillé des biens de l’abbaye de Lobbes au XIe ou XIIe siècle. Il s’y trouve une chapelle, annexe de la paroisse de Berzée. En 1243, le doyen du concile de Thuin atteste que l’abbaye d’Aulne n’est pas tenue de fournir les cloches ni à Berzée, ni à Cour.
À la demande de l’écuyer Jean de Glymes, chanoine de Saint-Barthélemy à Liège et seigneur de Cour, la chapelle est érigée en église paroissiale en 1589 par l’évêque de Namur, sous le patronage de saint Jean-Baptiste. Cette nouvelle paroisse dépend du concile de Biesme puis de celui de Walcourt.
Cette église est remplacée en 1880 par un nouveau bâtiment dû à l’architecte Auguste Cador, de Charleroi.
Au XIIIe siècle, la terre de Cour entre dans le patrimoine des seigneurs Morialmé, propriétaire également d’Ham-sur-Heure et Nalinnes.
En 1512, elle passe aux mains des Glymes qui la garderont jusqu’à la fin de l’Ancien Régime.
À ce sujet, une étude de Marc Belvaux, un généalogiste, nous apprend que ces nouveaux seigneurs du lieu — des Glynes, ou en thiois, des Gelinden, du pays de Looz (ou Borgloon, dans le Limbourg) — se sont approprié le nom et les armes des Glymes du Brabant à la fin du XVIe siècle.

Vues du château-ferme.
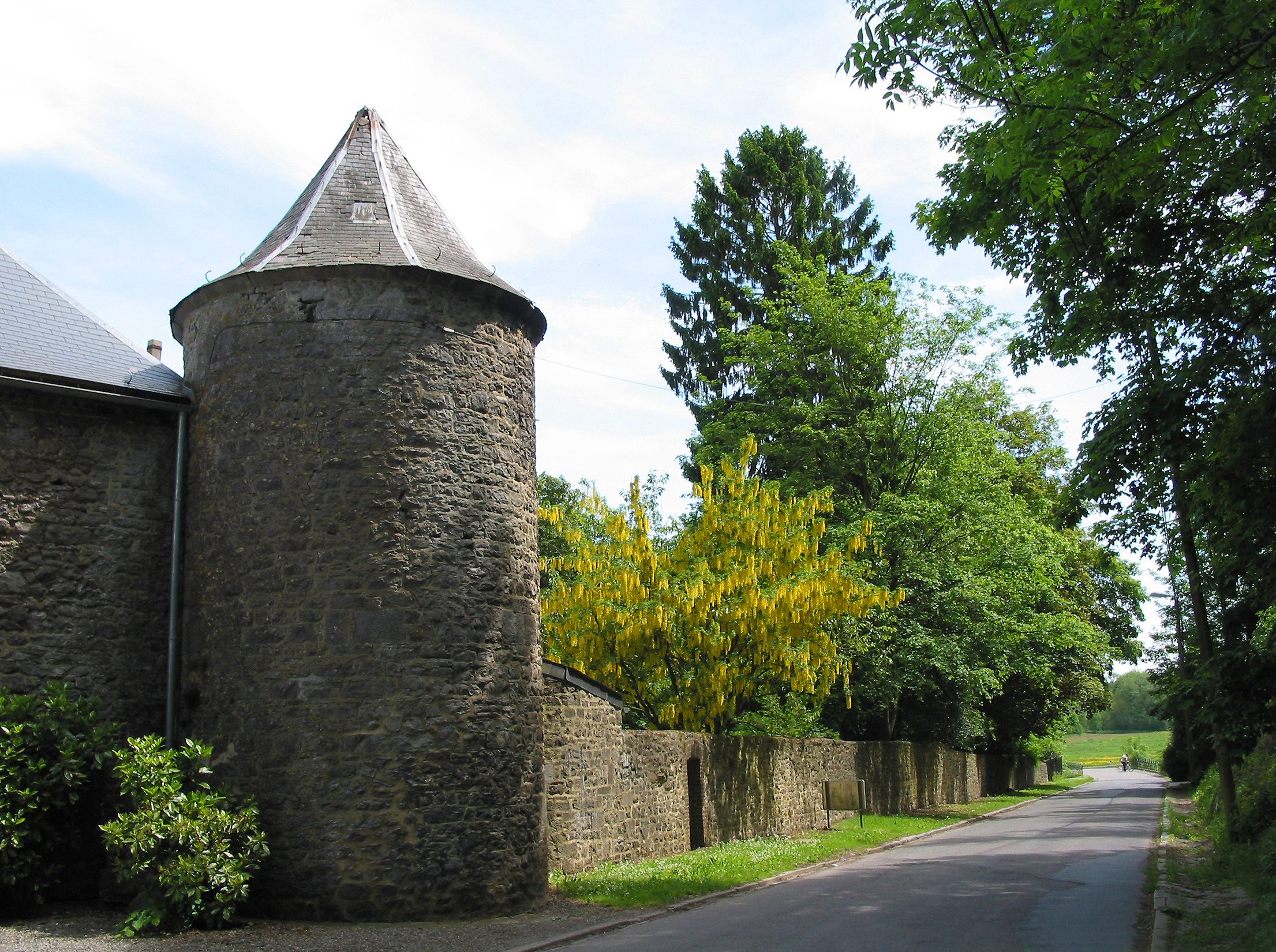
Tour d'angle et mur du jardin de la ferme fortifée.
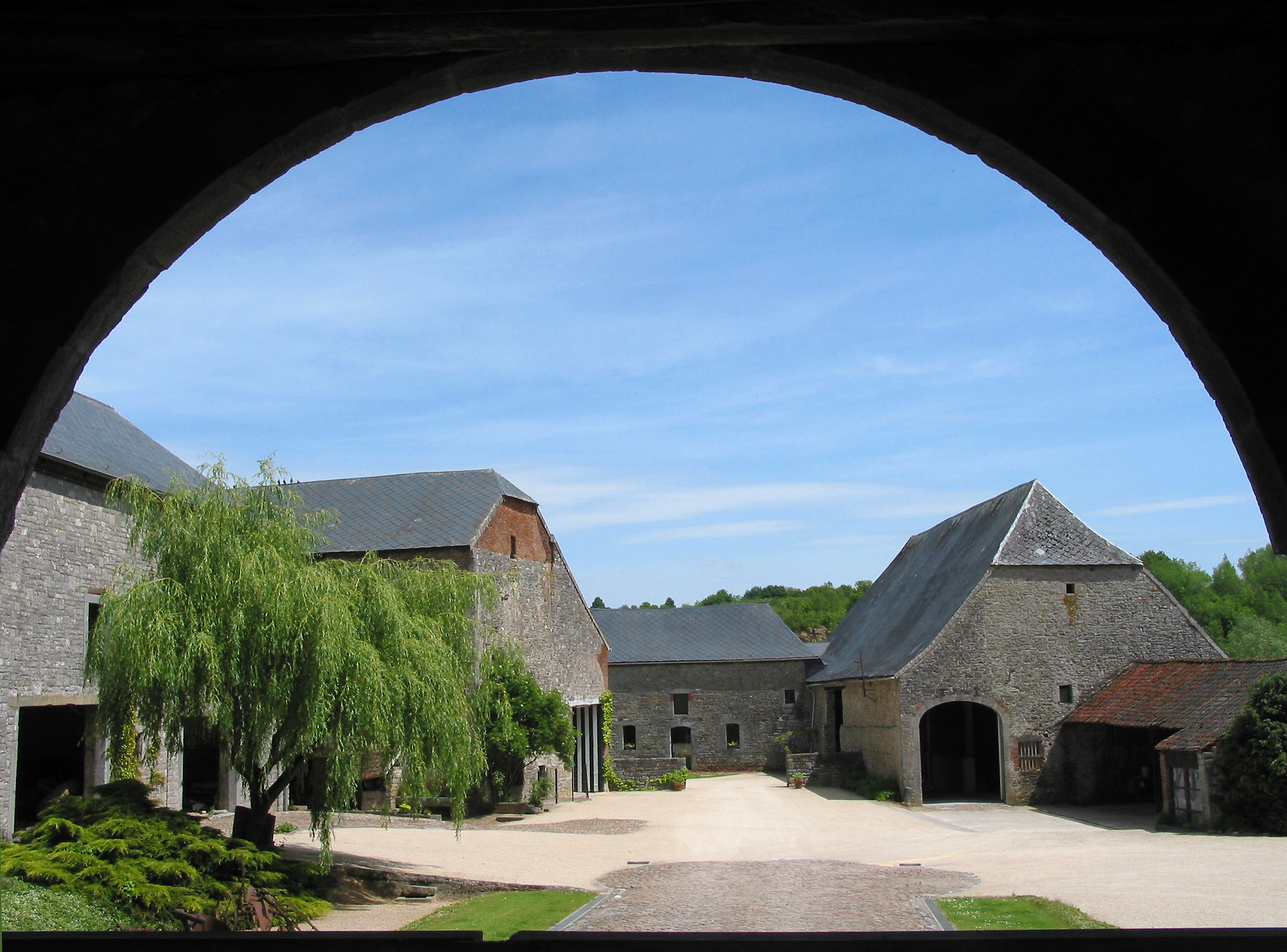
Cour intérieur de la ferme fortifiée.

### Affaire dite «du tarmac» 1975

#### Tirs de mines
Une carrière de pierre calcaire s'étendait le long du village de Cour-sur-Heure et les tirs de mines étaient faits sans précaution. Le 11 septembre 1975, une violente explosion a fissuré les maisons et a fait retomber des blocs de pierre dans le village.
Paul de Métairy (Paul Verhoeven, à l'époque) a organisé la défense des habitants. Une grosse pierre ayant traversé un groupe d'enfants et de parents à la sortie de l'école, il réussit à mobiliser la presse.

#### Unité de produits goudronnés
Les exploitants de la carrière prévoient alors d'implanter une unité de produits hydrocarbonés, dont les gaz cancérigènes pouvaient être retenus dans la vallée. Paul de Métairy mobilisa la population et les médias, obtenant la décision au niveau communal (21 octobre 1977) et provincial (9 mars 1978).
Le 7 avril 1978, l'affaire est portée en appel au niveau ministériel. Le 4 mai, une nouvelle action est organisée (incendie de pneus). Les auteurs des faits sont placés en détention préventive. Le sénateur Duvieusart intervient et une libération a lieu le 11 mai 1978,.
C'est le ministre Robert Urbain qui refusa le recours de la carrière. À la suite de ces actions, cette implantation ne s'est pas faite.

## Patrimoine et culture

### Patrimoine architectural et mémoriel
Cour-sur-Heure possède des bâtiments historiques :
- une église dédiée à Saint-Jean-Baptiste, qui est construite en 1905-1906 par l'architecte Henri Leborgne de Gilly en style néo-roman[18],
- un château-ferme qui faisait partie du domaine agricole de Lobbes en 868-869, et détaché en 960, date du XVIe et XVIIe siècles[19],
- l'ancienne maison communale de style néo-classique édifiée vers la 2e moitié du XIXe siècle[20], et qui abrite l'école communale.

#### Monuments funéraires
L'église compte plusieurs monuments funéraires dont la grande pierre tombale d'Antoine de Glymes et de Jehenne de Ferro, seigneurs du lieu, tous deux décédés en 1588, représentés en gisants avec leurs armoiries respectives.

### Folklore
Marche Saint-Jean qui est fêté en juin.

## Enseignement
Ecole communale de Cour-sur-Heure, rue Saint-Jean.

## Galerie

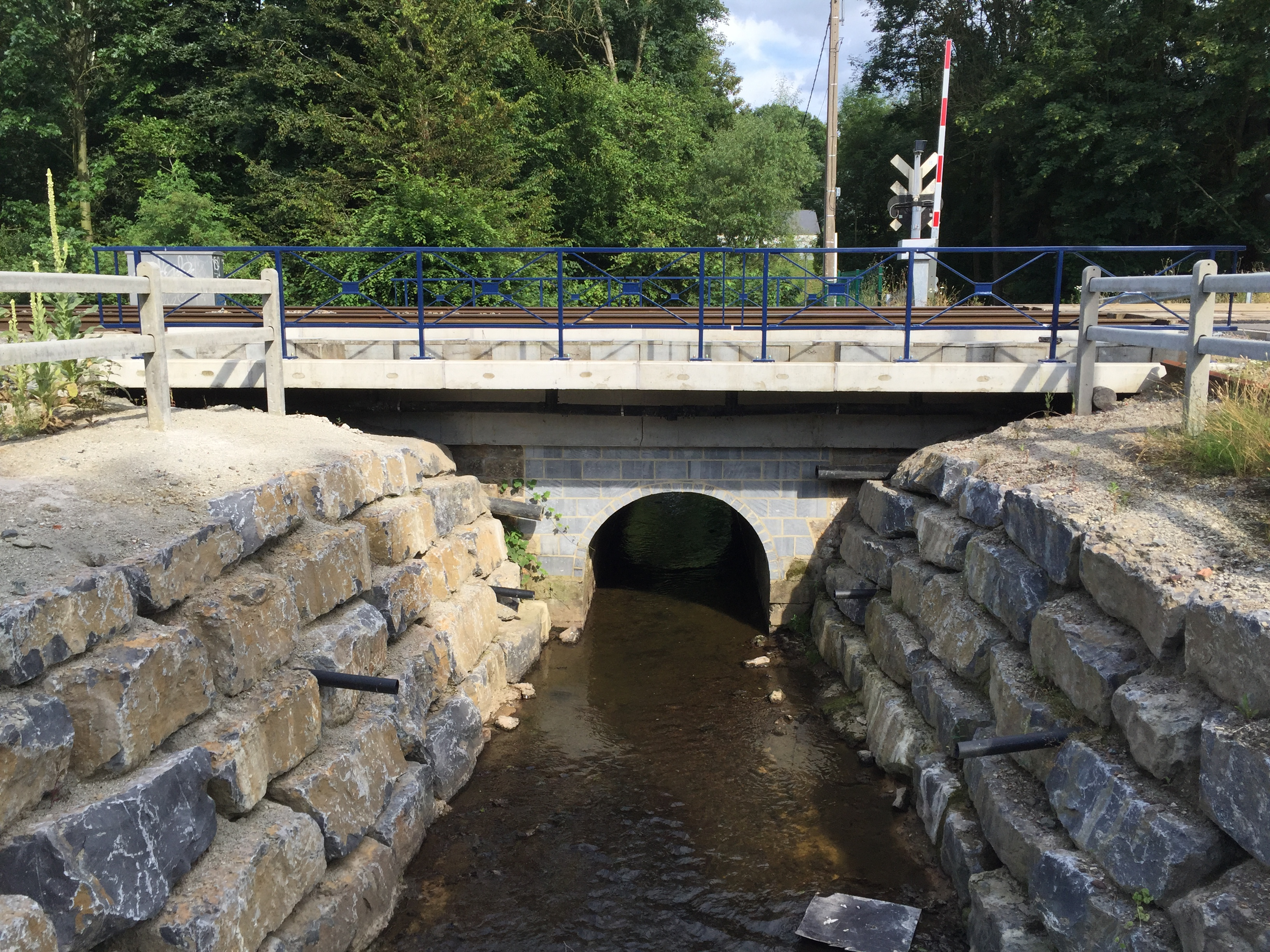
Rue du Tordoir et l'Eau d’Heure.
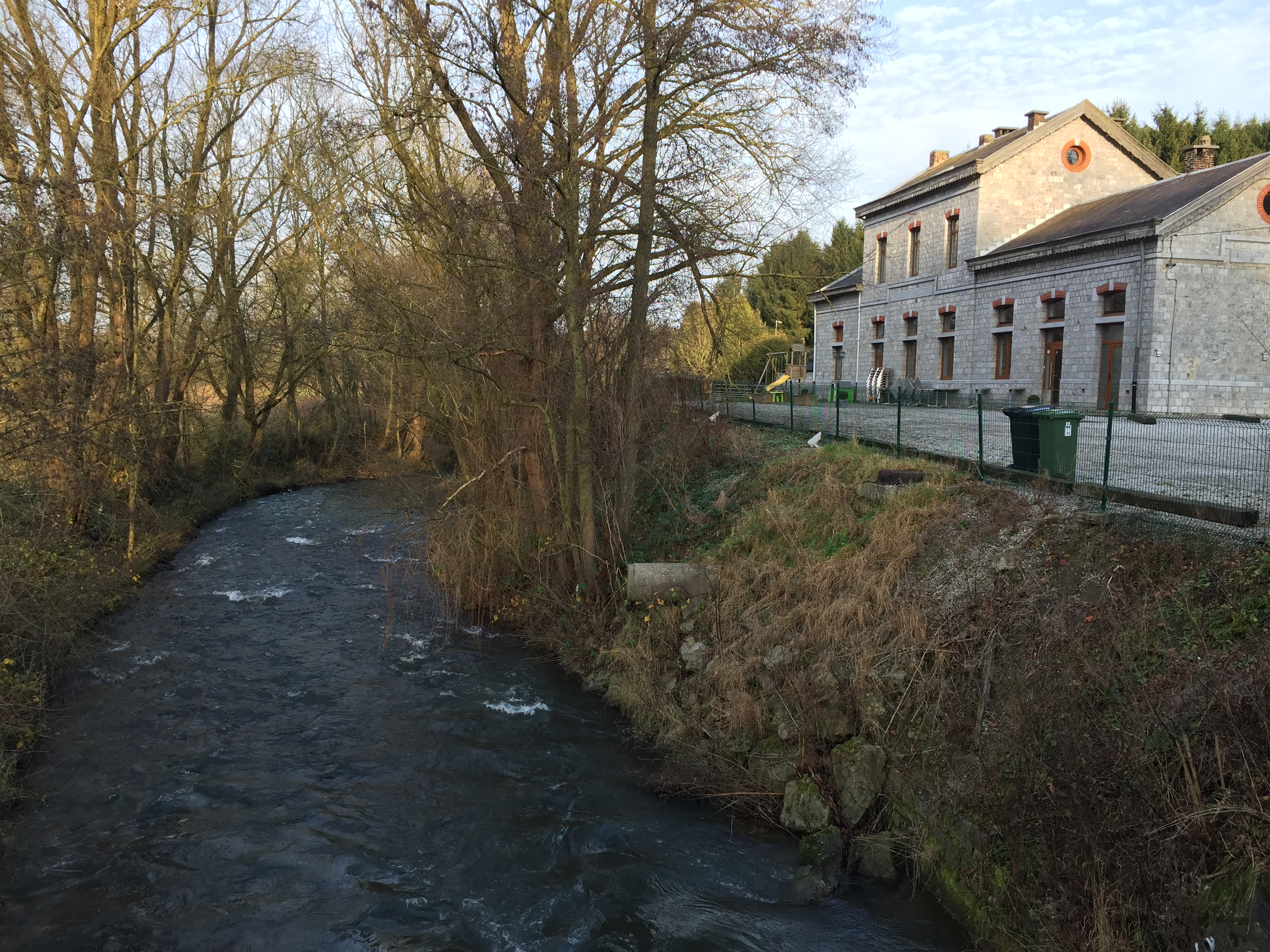
L'Eau d'Heure.
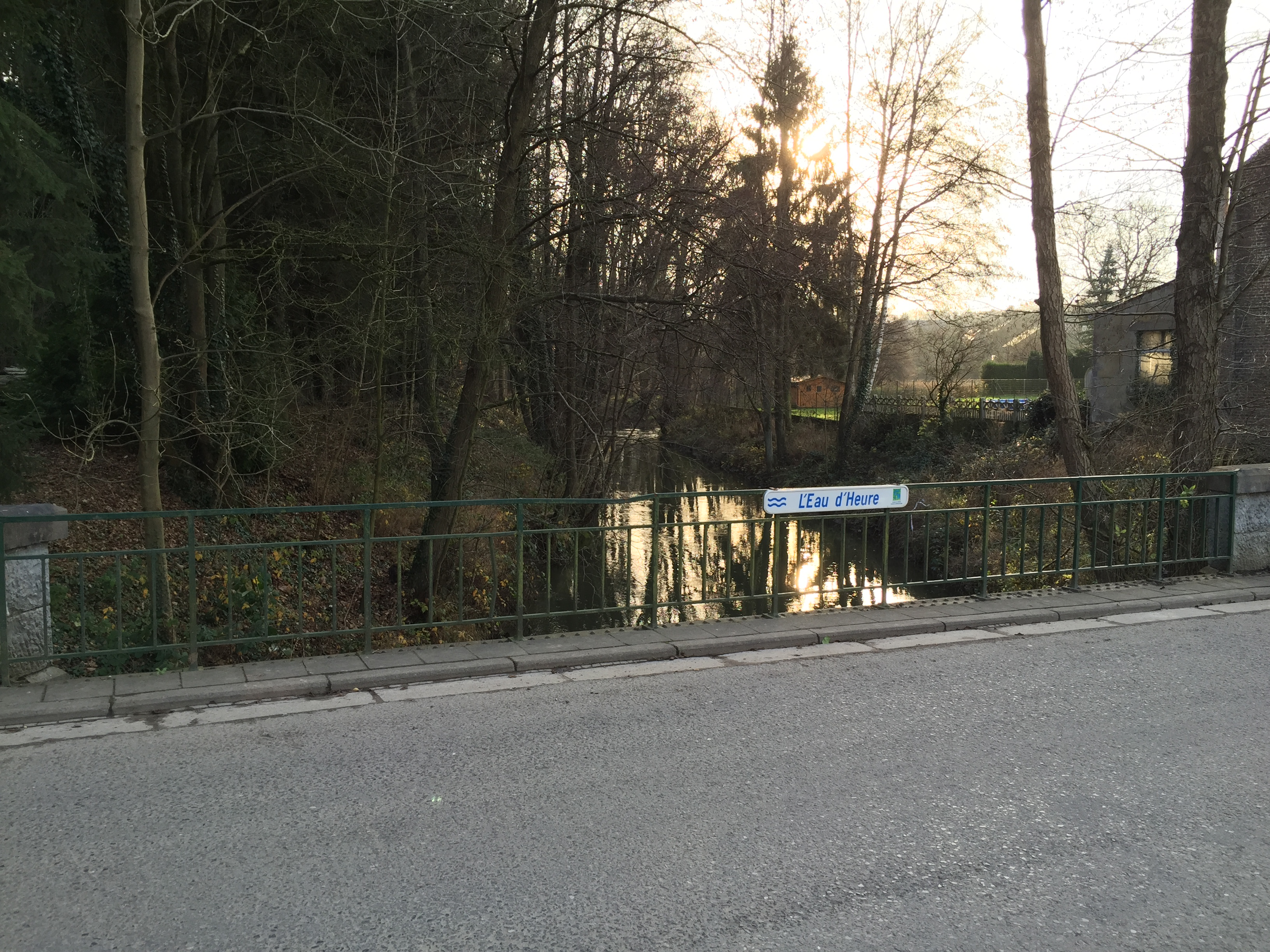
Pont de l'Eau d'Heure.
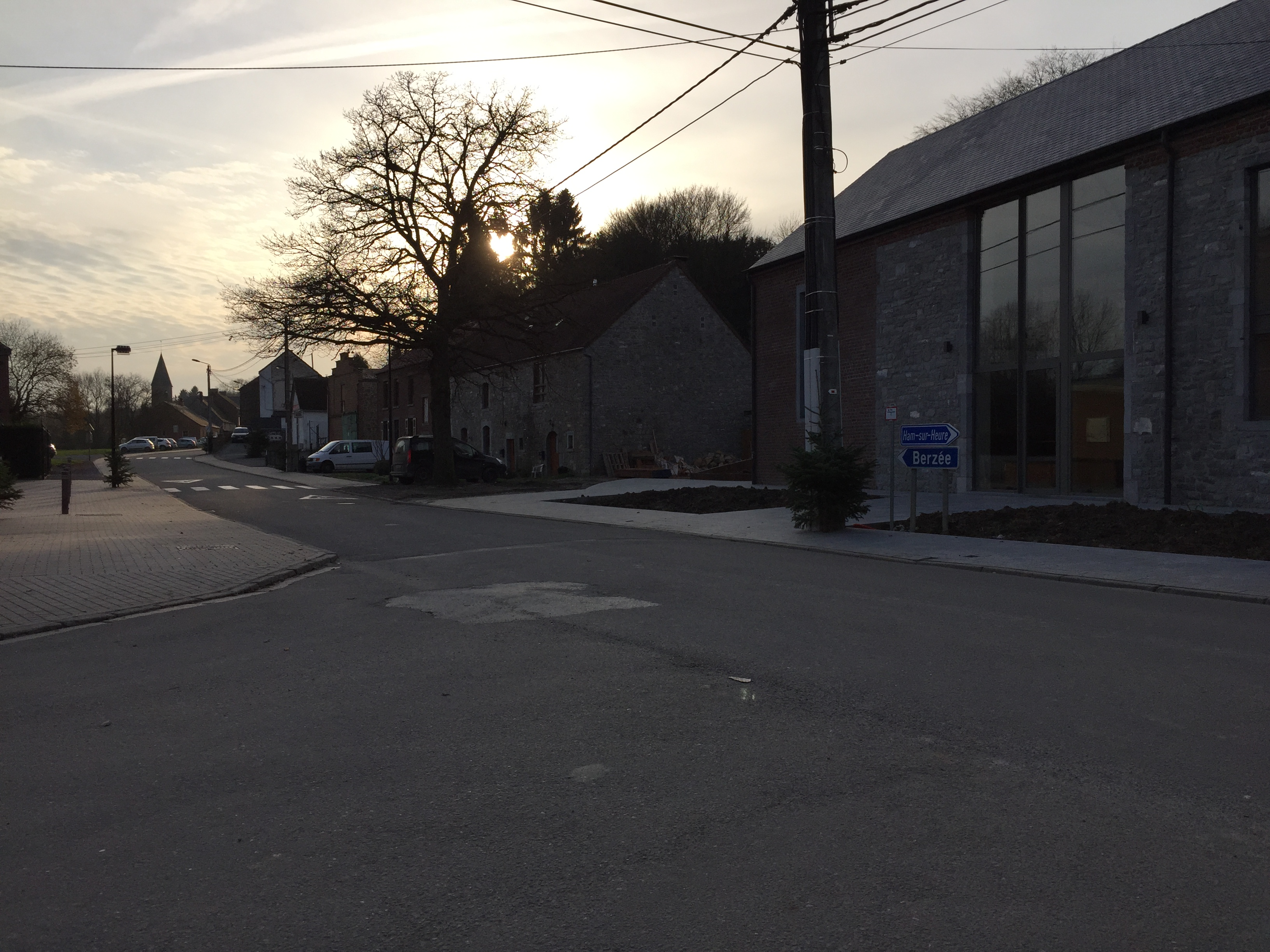
Le centre du village.

## Lieux publics

### Cimetière
Cimetière de Cour-sur-Heure, rue Fonds des Bosquets.

## Économie

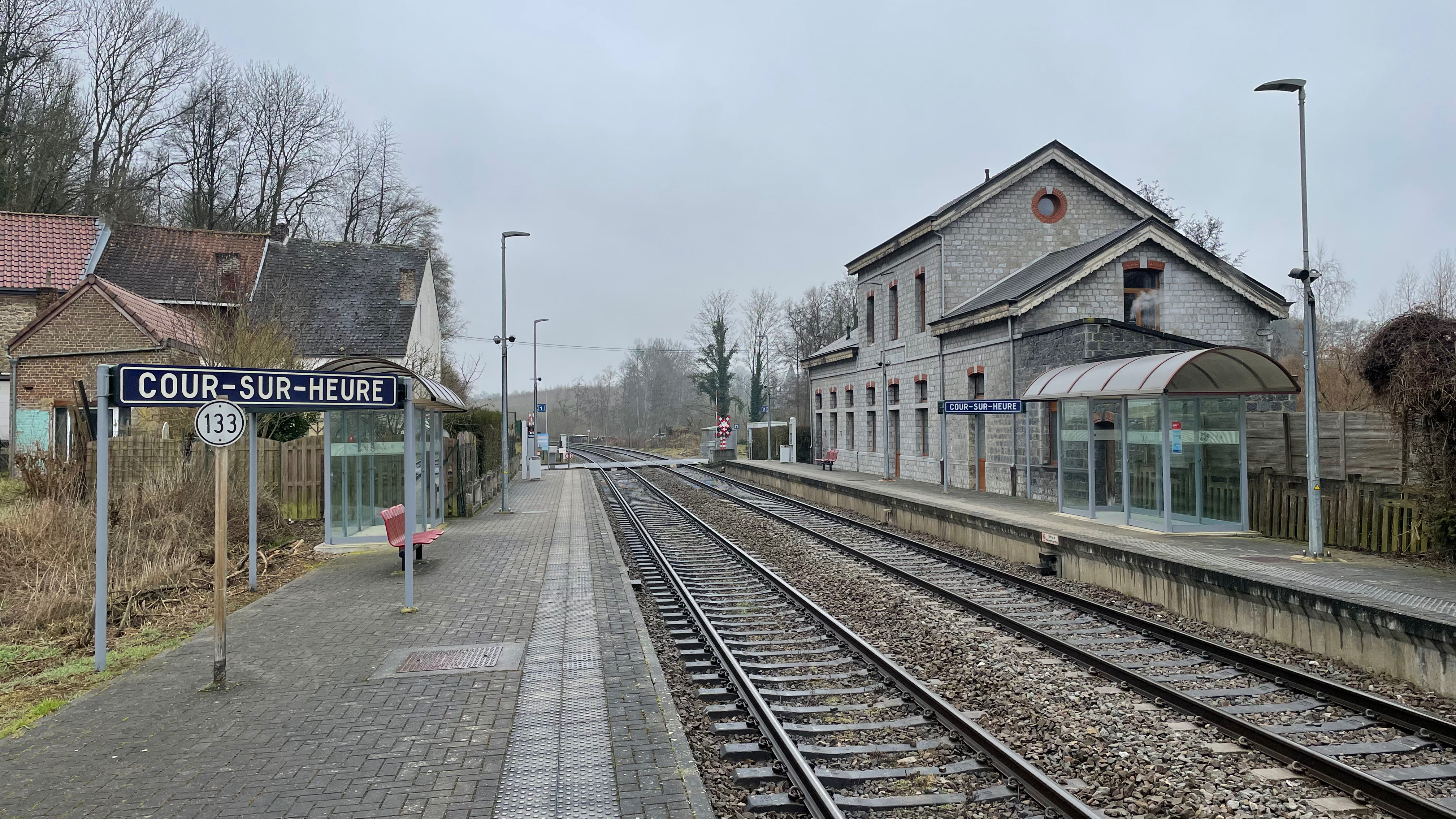
La station.

Le village a toujours vécu de l’agriculture et notamment de la culture de la betterave avant la Première Guerre mondiale. À partir de 1850, on ouvre des carrières de pierres calcaires, pour des fours à chaux, dont il subsiste des vestiges, et dont la réouverture avait été envisagée un moment en 1979 à la suite de l'interdiction de l'unité de produits hydrocarbonés.

### Transports
Le village de Cour-sur-Heure est desservi par les trains circulant sur la ligne 132 allant de Charleroi à Couvin.